# Obraz Matki Bożej Przedziwnej w Grybowie

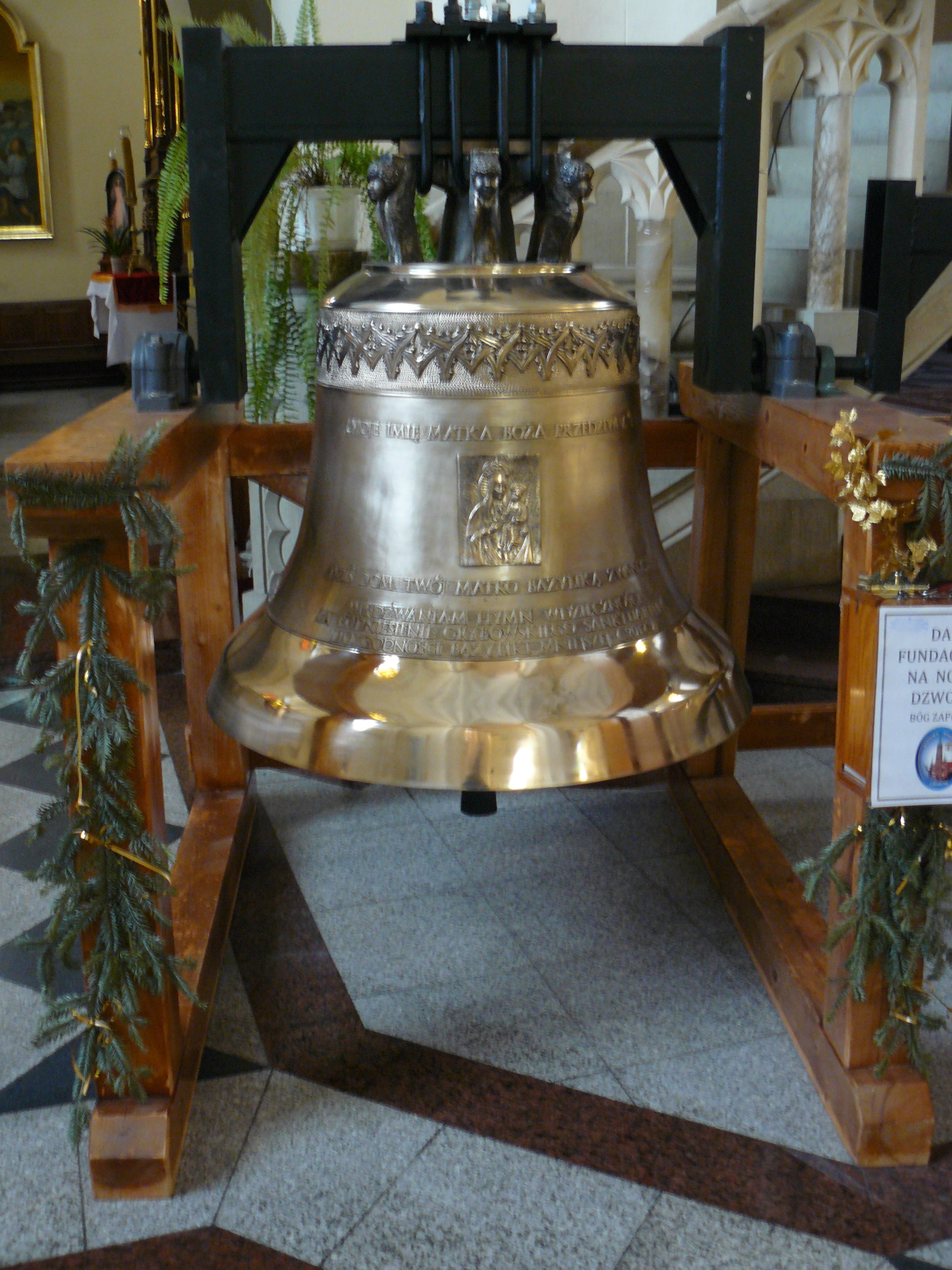
Dzwon „Matka Boża Przedziwna” ufundowany do grybowskiej bazyliki, poświęcony 28.01.2018 r.

Obraz Matki Bożej Przedziwnej,  Matka Boża Grybowska, (łac. Imago Matris Admirabilis). Ikona Matki Bożej – znajdująca się w grybowskiej bazylice wizerunek (ikona) przedstawiający Matkę Boską z Dzieciątkiem (typ hodegetria) o niejasnym pochodzeniu i czasie powstania. Otoczony szczególnym kultem wśród wiernych parafii grybowskiej, uważany za cudowny.

## Historia obrazu
Obraz napisany w stylu bizantyńsko-ruskim, w 2 poł. XV wieku, kiedy to styl ikonowy rozpowszechnił się mocno na ziemiach południowo polskich, przepisany około 1700 roku, do dziś nosi wyraźne znamiona bizantyńsko-ruskiej ikony w typie Hodegetrii. Obraz Madonny został po konserwacji w święto Zwiastowania Pańskiego, 25 marca 1935 r. uroczyście przeniesiony przy udziale bpa tarnowskiego Franciszka Lisowskiego z kościoła św. Bernardyna (nie istniejący) do kościoła parafialnego św. Katarzyny (obecnie bazyliki) i umieszczony w obecny miejscu (bocznym ołtarzu).

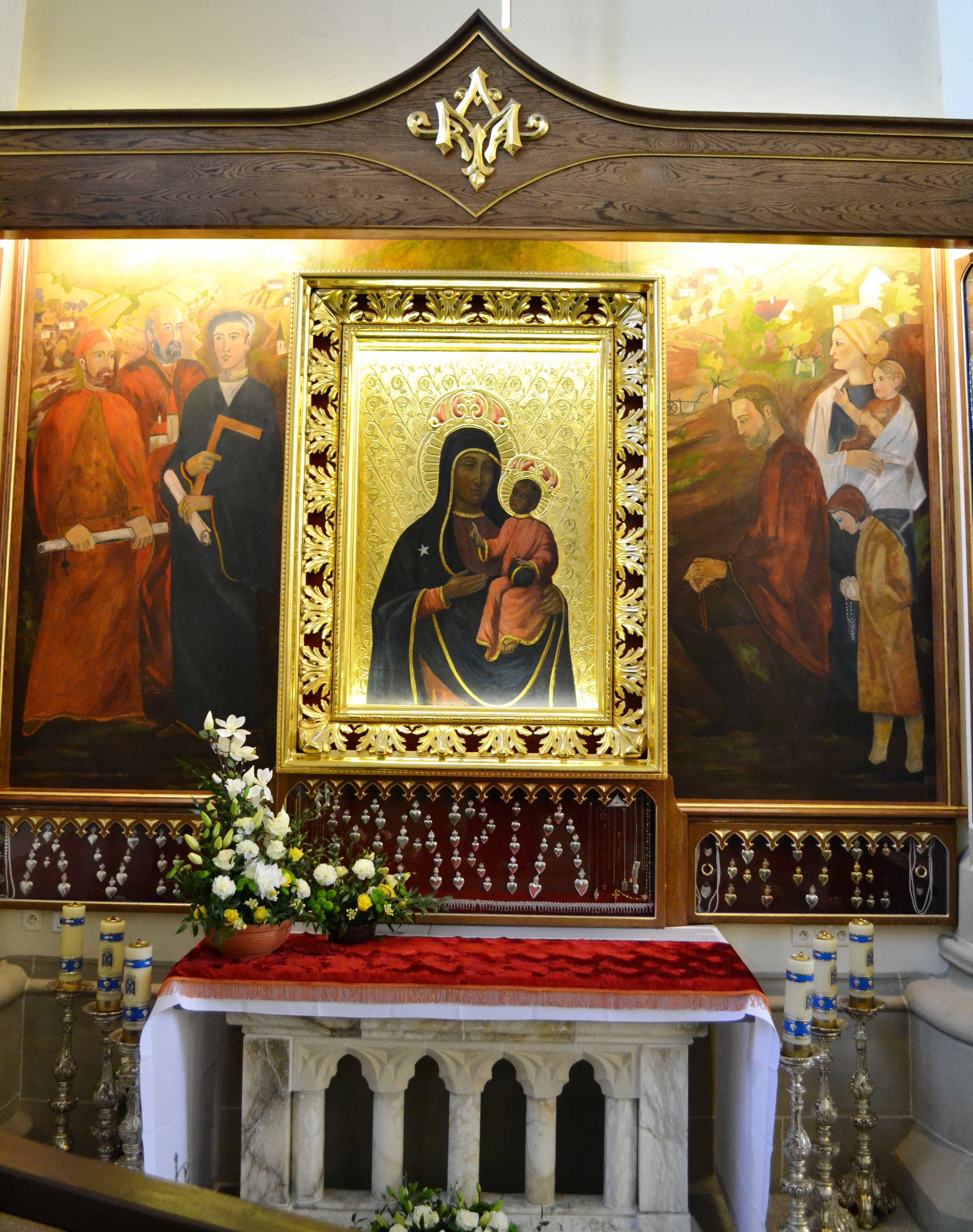
Ołtarz Matki Bożej Grybowskiej z Cudownym wizerunkiem Maryi

## Opis obrazu
Wizerunek grybowski przedstawia na złoconym tle wytłaczanym we wzór roślinnej plecionki Matkę Bożą z Dzieciątkiem ujętą w 3/4 postaci. Jest to obraz sztalugowy, olejny, malowany na desce, o wymiarach 140x96 cm i umieszczony w płaskorzeźbionej złoconej ramie z drewna. Twarz Matki Bożej jest ciemna, lekko wydłużona, o pięknych regularnych rysach, pełna dobroci, matczynej miłości oraz troski, o spojrzeniu zamyślonym i głębokim a zarazem łagodnym, rozmyślającym nad dziejami zbawienia ludzi. Ubrana jest w sukienkę karminową oraz w ciemnofioletowy płaszcz, obrzeżony złotą lamą i okrywający także głowę. Na prawym ramieniu Maryi widnieje złota pięcioramienna gwiazda. Matka Boża prawą rękę wyciąga w geście wskazującym na Jezusa, który można skomentować jako: „ukazująca Chrystusa Pana ludzi Przyjaciela” i „przewodniczka wierzących po drodze mądrości”. Dziecię Jezus siedzi na lewej ręce Matki, ma również ciemną twarzyczkę tchnącą prostotą i dobrocią. Ubrane jest w długą lamowaną złotem karminową sukienkę, spod której widać palce lewej stópki. Prawą rączką błogosławi, w lewej trzyma kulę świata wraz z krzyżem opierając ją na kolanach. Wokół głowy Matki Najświętszej i Dzieciątka namalowano złociste aureole, a nad Ich głowami znajdują się dwie korony w rodzaju dawnych koron ruskich. Obraz Matki Bożej z Dzieciątkiem umieszczony jest w ołtarzu zaprojektowanym przez Witolda Popławskiego, tło namalował Stanisław Rodziński, kompozycja przedstawia z prawej strony rodzinę modlącą się na różańcu, natomiast z lewej strony grybowskich mieszczan w dawnych strojach z modelem kościoła, miarą kątową i zwiniętym pergaminem. To wszystko namalowane zostało na tle Grybowa. Poświęcenia obrazu dokonano 1 października 1972 roku. Nad ołtarzem wisi duży drewniany różaniec.

## Konserwacje
- Około 1700 roku wizerunek Matki Bożej został odnowiony i w nadanej mu wówczas formie przetrwał do naszych czasów (obecny obraz stanowi najprawdopodobniej nawiązanie do spalonego obrazu)
- W 1934 r. obraz Matki Bożej oddano do gruntownej konserwacji. Rok później powrócił do Grybowa. Ówczesny proboszcz, Jan Solak w swoich notatkach odnotował: „Dnia 16 lutego 1935 roku wrócił odnowiony obraz Matki Bożej Przedziwnej z pracowni p. Franciszka Kowalewskiego – Warszawa Nowy Świat 49. Pod kierownictwem inż. Zdzisława Mączeńskiego z Warszawy projektodawcy kościoła grybowskiego i pod fachową ręką p. Kowalewskiego obraz z ruiny, bo był popalony, kilkakrotnie przez domorosłych artystów przemalowywany, przyszedł do dzisiejszego wyglądu. Do obrazu dodano złote tło, twarz i ręce tak Matki Najświętszej jak i Dzieciątka pozostały te same. Draperie sukien poprawiono”.
- w 1980 roku prace badawcze oraz konserwatorsko-renowacyjne przeprowadzone w Krakowie, przez prof. Zofię Medwedzką, mgr Andrzeja Stefańskiego, mgr Barbarę Czajkowską i mgr Jana Rutkowskiego. Na podstawie badań laboratoryjnych, prześwietlenia obrazu promieniami rentgena, wykonania zdjęć rentgenowskich oraz zrobienia sond, stwierdzono, że pod obecnym malowidłem zachowało się wcześniejsze malowidło odkryte na twarzy oraz szyi Matki Bożej i na twarzy Dzieciątka, położone na zaprawie cienkiej i drobno spękanej. Malowidło reszty obrazu wykonane jest na zaprawie twardej, przeklejonej, położonej przy jego renowacji w 1935 roku, a uszkodzonej szerokimi pęknięciami. Przeprowadzone sondy ujawniły także, że kolorystyka oraz technika kładzenia farb spodniego malowidła wskazuje na jego pochodzenie z XVII wieku. Ponadto odkryto, że w 1935 roku, deski uszkodzonego obrazu obcięto częściowo u góry i dołu oraz prawdopodobnie po obu bokach, a następnie uzupełniono nowymi deskami. Nie zrobiono sondy desek wcześniejszego podobrazia, co umożliwiłoby stwierdzenie, czy w XVII wieku użyto desek wcześniejszego obrazu. Ponadto na obrazie zauważalne są pewne niedokończenia. Na ramieniu Maryi widnieje jedna gwiazda, a powinno być ich trzy, które w stosunku do Maryi oznaczają dziewictwo Maryi, Maryja jako Parthenois oraz Theotoks. Natomiast kula, którą trzyma Jezus powinna mieć dodatkową opaskę dzielącą na części świata.
- We wrześniu 1994 roku wykonano zabezpieczenie obrazu Matki Bożej Przedziwnej przed ogniem i włamaniem. Zabytkowy i słynący łaskami obraz umieszczono w stalowej skrzyni. Zasłonę obrazu wykonano z grubej blachy miedzianej. Przedstawia ona scenę „Zwiastowania Matki Bożej”. W zamian za otrzymane łaski, czciciele Matki Bożej Grybowskiej ofiarowują wota, których część jest zawieszona obok obrazu.
- W 2011 roku obraz oraz jego potężne ramy zostały poddane gruntownej renowacji i konserwacji[1].

## Kult
Kult Matki Bożej Grybowskiej sięga swymi początkami aż do 1607 roku i poświadczony jest w sprawozdaniu archidiakona sądeckiego, Jana Januszewskiego, który w grudniu tegoż roku wizytował z ramienia biskupa krakowskiego Piotra Tylickiego parafię Grybów. Wizytator odnotował obecność obrazu: „Secundum altare in parte sinistra ecclesiae cum mensa lapidea consecratum et immolatum tit. B. V. Maria, ad quod ascenditur tribus gradibus lapideis. Structuram habet planam deauratam cum imagine B. M. V. more Ruthenico depictam”. Podobnie podano w wizytacji z 1766 roku: „Beatissime Virginis Mariae, Rosariana dicta, elegantis pictura antiqua, ut fertur gratiosa habens alteram imaginem pro velamine Annuntiationis B. M. V. in superficie altari huius imago s. Joannis Baptistae, in altari ciborium pulchrum, variis picturis exornatum et deauratum”. Wizytatorzy z 1728 i 1766 roku nazywają Maryję „Rosariana”. Inwentarz z 1702 stworzony przez ks. Mikołaja Krauzowskiego mówi o kulcie i o łaskach otrzymanych za wstawiennictwem NMP, wymienia także wota na obrazie i ołtarzu NMP: „Na obrazie Matki Bożej sukienka srebrna i dwie korony perłami sute...”.  
Istnienie Bractwa Żywego Różańca od około 1622 roku może nasunąć przypuszczenie, że już wtedy Matka Boża Grybowska znana była pod nazwą Różańcowa. To Bractwo istnieje w grybowskiej parafii do obecnych czasów, powołał je na prośbę proboszcza ks. Grzegorza Królikowskiego, prowincjał Dominikanów o. Andrzej Radawecki. Zachowana bracka księga, podaje, że bractwo liczyło nieraz do 1000 członków (duchownych i świeckich), do bractwa przynależały także osoby m.in. z okolicznych miejscowości: Krużlowej, Kąclowej, Polnej, Wilczysk, Lipnicy Wielkiej, Szymbarku i Łemkowszczyzny, a także z dalekich stron jak m.in. ks. Franciszek Concinius (proboszcz na Węgrzech, przebywający na wygnaniu) czy ks. Józef Jordan (kanonik katedry krakowskiej). Miejscowy proboszcz (1849–1872) ks. Ignacy Wieniawa Długoszewski opracował obrzęd przyjmowania do Bractwa w święta maryjne, obejmował on odmówienie przed ołtarzem Matki Boskiej: ps. 122, modlitwy „Pod Twoją obronę”, modlitwy różańcowej „Deus qui nobis sub mystico Rosario”. 
W nowennie ułożonej w 1941 roku przez o. Władysława Wojtonia znajdujemy: „Przechowywała się tradycja, iż był czczony od dawna pod wezwaniem Matki Bożej PRZEDZIWNEJ”. W Archiwum Parafialnym przechowywana jest Księga Cudów za wstawiennictwem Matki Bożej Przedziwnej Grybowskiej. Znane są dwie pieśni ku czci Matki Boskiej Przedziwnej, z czego jedna z XIX w. W Jubileuszowym Roku Maryjnym (1954) biskup Jan Stepa nadał kościołowi grybowskiemu przywilej sanktuarium (jubileuszowego). Staraniem ks. prał. Adama Kaźmierczyka (miejscowego proboszcza), bp tarnowski Jerzy Ablewicz dekretem z dnia 24 grudnia 1974 roku ogłosił kościół grybowski – sanktuarium maryjnym (sanktuarium Matki Bożej Przedziwnej); równocześnie tym dekretem zezwolił na obchodzenie święta Matki Bożej Przedziwnej w Grybowie (odpustu) w niedzielę po 20 maja. 28 stycznia 2018 roku bp Leszek Leszkiewicz poświęcił trzy dodatkowe dzwony do grybowskiej bazyliki. Jeden z nich (największy – 800 kg) otrzymał imię „Matka Boża Przedziwna”.  
Współczesna popularność kultowa wizerunku Matki Bożej Grybowskiej przejawia się w nabożeństwach maryjnych; szczególnie w środowych nowennach z mszą św. wspólnotową i nabożeństwach fatimskich oraz procesji różańcowej do pięciu ołtarzy organizowanej co roku podczas październikowego odpustu. Parafia obchodzi co roku trzy odpusty parafialne, dwa z nich przywiązane do tego wizerunku: w III. niedzielę maja – Matki Bożej Przedziwnej i w I. niedzielę października – Matki Bożej Różańcowej, które gromadzą wiernych z okolicy i regionu. Dawniej majowy odpust był poprzedzony triduum maryjnym. Bazylikę grybowską nawiedza codziennie wiele osób aby adorować Najśw. Sakrament lub udać się do ołtarza Madonny na prywatną modlitwę.  